# Axintele
Axintele is een Roemeense gemeente in het district Ialomița.
Axintele telt 2509 inwoners.